# Lena Keck
Lena Keck (* 23. November 2000) ist eine deutsche Skilangläuferin.

## Werdegang
Keck, die für den TSV Buchenberg startet, nahm von 2016 bis 2018 an U18-Rennen im Alpencup teil und kam bei den deutschen Meisterschaften 2018 in Reit im Winkl auf den dritten Platz mit der Staffel. In der Saison 2020/21 nahm sie in Ulrichen erstmals am Alpencup teil, wobei sie den 14. Platz im Sprint sowie den 30. Platz über 10 km Freistil errang und belegte bei den U23-Wltmeisterschaften 2021 in Vuokatti den 31. Platz über 10 km Freistil sowie den 30. Rang im Sprint. In der folgenden Saison startete sie in Davos erstmals im Skilanglauf-Weltcup und errang dabei den 38. Platz im Sprint. In der Saison 2022/23 erreichte sie mit dem zweiten Platz im Sprint in Santa Caterina Valfurva sowie mit dem dritten Platz im Sprint in Toblach ihre ersten Podestplatzierungen im Alpencup und zum Saisonende den 11. Platz in der Gesamtwertung. Zudem holte sie in Livigno mit dem 31. Platz im Sprint ihre ersten Weltcuppunkte. Auch in der Saison 2023/24 kam sie in Oberhof mit dem 46. Platz im Sprint sowie in Goms mit dem 28. Platz im 20-km-Massenstartrennen und den 27. Rang im Sprint erneut in die Punkteränge. Ihr jüngerer Bruder Elias Keck ist ebenfalls als Skilangläufer aktiv.